# Adolf Rösch
Adolf Rösch (* 31. August 1869 in Veringenstadt; † 5. Oktober 1962 in Freiburg im Breisgau) war ein deutscher katholischer Geistlicher, Jurist, Generalvikar der Erzdiözese Freiburg und  Apostolischer Protonotar.

## Kindheit und Jugend
Rösch war der Sohn des Maurers August Rösch und dessen Ehefrau Eusebia, geborene Geist. Er wuchs in der Familie mit acht Geschwister in Veringenstadt auf. Am 30. August 1880 wurde er von dem damaligen Erzbistumsverweser Lothar von Kübel gefirmt.
Nach Abschluss der Volksschule trat Adolf Rösch in die Sexta des Gymnasiums in Sigmaringen ein, was ihm durch die Unterstützung durch Wohltäter mit Kosttagen und Monatsgeldern ermöglicht wurde. Bei neun Kindern wäre es der Handwerker- und Kleinbauernfamilie nicht möglich gewesen, eines der Kinder studieren zu lassen. Die letzten zwei Jahre der Gymnasialzeit konnte er im St. Fidelishaus, dem Erzbischöflichen Konvikt, in Sigmaringen verbringen. Entscheidenden Einfluss auf sein Leben und die Berufswahl hatte der damalige Religionslehrer am Sigmaringer Gymnasium, der spätere Domkapitular Theodor Dreher.

## Biografie
Nach dem Abitur 1890 entschloss er sich zum Studium der katholischen Theologie und richtete ein Gesuch an die Kirchenbehörde in Freiburg im Breisgau, unter diejenigen Theologiestudenten aufgenommen zu werden, die später eine Anstellung im hohenzollerischen Teil der Diözese zu erhoffen haben. Gleichzeitig bat er, seine philosophischen Studien an der Hochschule Eichstätt machen zu dürfen wegen der ausgezeichneten Philosophie, die dort gelehrt wurde. Diesem Ersuchen wurde auch stattgegeben. Nach seinem Studium trat er in das Priesterseminar St. Peter ein und wurde dort am 4. Juli 1894 zum Priester geweiht. Nach zweijähriger Tätigkeit als Vikar in Sigmaringen und Kooperator am Münster in Konstanz erhielt er auf sein Bitten Studienurlaub zum Rechtsstudium an der Universität Freiburg und wurde Mitglied des Collegiums Sapientiae in Freiburg. Als Kaplaneiverweser in Waldkirch schloss er seine juristischen Studien mit dem Doktor iuris utr. ab.
Im Jahre 1900 übernahm er die Pfarrei Imnau und siedelte sechs Jahre später als Kaplaneiverweser nach Haigerloch über. 1906 bis 1908 war er als Abgeordneter der Deutschen Zentrumspartei (Zentrum) als Vertreter des Wahlkreises Hohenzollern im preußischen Landtag. Im Juli 1907 war er kurzzeitig Kaplaneiverweser in Haigerloch/Oberstadt.
Im August 1907 wurde er Pfarrer in Dettingen an der Erms, bis ihn 1908 der damalige Erzbischof Thomas Nörber als Ordinariatsassessor in das Erzbischöfliche Ordinariat nach Freiburg berief. 1907 wurde er Prosynodal-Examinator sowie von 1909 bis 1915 Ordinariatsassessor. Im Jahre 1915 wurde Rösch zum Wirklichen Geistlichen Rat und Mitglied des Ordinariats ernannt. 1920 folgte seine Ernennung zum Kanzleidirektor sowie ein Jahr später zum Domkapitular und Offizial des geistlichen Gerichts.
Anlässlich der 100-Jahr-Feier der Erzdiözese Freiburg wurde er 1927 von der Theologischen Fakultät mit dem Ehrendoktor der Theologie ausgezeichnet. Papst Pius XI. ernannte ihn 1925 zum Päpstlichen Hausprälaten. Erzbischof Conrad Gröber ernannte ihn 1932 zum Generalvikar. Dieses Amt hatte er bis 1952 inne. Zwei Jahre später wurde er auch Domdekan und im Jahre 1937 Apostolischer Protonotar.
Am 2. Januar 1933 verlieh ihm seine Heimatgemeinde Veringenstadt die Ehrenbürgerrechte.

## Zur Person
In seinem Nachruf wurden seine hohe Begabung, sein zäher Fleiß und sein klares Wollen hervorgehoben, welche ihn auch bei Schwierigkeiten von seiner Zielstrebigkeit nicht abbringen ließen. Seine Aufgaben erfüllte er mit großer Gewissenhaftigkeit und Genauigkeit. Daneben war er unermüdlich literarisch tätig und veröffentlichte Artikel und Abhandlungen über kirchenrechtliche und kirchengeschichtliche Fragen. Er war Mitarbeiter beim großen Staatslexikon der Görresgesellschaft und dem Lexikon für Theologie und Kirche (LThK).
In seinen Schriften beschäftigte sich Adolf Rösch außerdem mit den Auswirkungen des Wessenbergianismus und des Kulturkampfes des 19. Jahrhunderts in seiner hohenzollerischen Heimat. Seine Schriften bezeugen seine restaurativ geprägte Haltung.
Trotz seiner hohen Stellung blieb er der volksverbundene, leutselige Priester, wie ihm seine Heimat anlässlich der Feier des neunzigsten Geburtstags bescheinigte. Nach seinem Tode am 2. Oktober 1962 in Freiburg wurde der 93-Jährige an einem Herbsttag auf dem Freiburger Hauptfriedhof beigesetzt, wo auch einige seiner Schwestern ruhen, die vor ihm starben.

## Schriften
- Der Einfluß der deutschen protestantischen Regierungen auf die Bischofswahlen. Caritasverlag, Freiburg i. Br. 1900.
- Der Klerus und das Strafgesetzbuch. Praktischer Kommentar der auf Religion und Klerus bezüglichen Materien des Reichsstrafgesetzbuches. Schöningh-Verlag, Paderborn 1902.
- Die Beziehungen der Staatsgewalt zur katholischen Kirche in den beiden hohenzollern'schen Fürstentümern von 1800-1850. Liehner'sche Hofbuchhandlung, Sigmaringen 1906.
- Das religiöse Leben in Hohenzollern unter dem Einflusse des Wessenbergianismus. 1800–1850; ein Beitrag zur Geschichte der religiösen Aufklärung in Süddeutschland, Bachem-Verlag, Köln 1908.
- Der Kulturkampf in Hohenzollern. Herder-Verlag, Freiburg im Br. 1916[7]
- Die Ehe im kirchlichen und bürgerlichen Recht. Schriften für Seelsorgehilfe, Caritasverlag, Freiburg i. Br. 1925[8]